# Скибинці (Гайсинський район)
Скиби́нці — село в Україні, у Тростянецькій селищній громаді Гайсинського району Вінницької області. Населення становить 291 особу.

## Історія
Назва села походить від скель, які виступають горизонтальними пластами (скибами). Ще в 15 столітті на цьому місці де зараз село Скибинці було місто Красне поле.
Турки зруйнували місто, а залишився турецький місток. Скибинці було зруйновано в 1830 році, за наказом царя, за участь поміщика у польському повстанні. Населення села вислано в Бесарабію, будівлі знищили і місце переорали в поле. Після реформи 1861 року населення повернулося в село. До 1917 року село вважалося воєнним поселенням і підлеглим Київському військовому округу.
12 червня 2020 року, відповідно розпорядження Кабінету Міністрів України № 707-р «Про визначення адміністративних центрів та затвердження територій територіальних громад Вінницької області», село увійшло до складу Тростянецької селищної громади.
19 липня 2020 року, в результаті адміністративно-територіальної реформи і ліквідації Тростянецького району, село увійшло до складу Гайсинського району.

## Населення

### Мова
Розподіл населення за рідною мовою за даними перепису 2001 року:
| Мова       | Кількість | Відсоток |
| ---------- | --------- | -------- |
| українська | 284       | 97.59%   |
| російська  | 7         | 2.41%    |
| Усього     | 291       | 100%     |

## Постаті
- Олександр Черепаха  (1970—2015) —український військовик,  солдат ЗСУ, учасник російсько-української війни 2014—2017.